# Gabriel de Gramont
Gabriel de Gramont (Gasconha, 1486 - Toulouse, 26 de março de 1534) foi um cardeal do século XVI.

## Biografia
Nasceu em Gasconha em 1486. Filho de Roger de Gramont, signeur de Bidache, e de Eléonore de Béarn. Seu irmão Charles de Gramont, OSA, foi arcebispo de Bordéus. Seu sobrenome também está listado como Grammont, Gradmont, Gradimonte, Agramonte, Acromonte e Acramonte.
"... perito in ogni genere di letteratura, e assai sperimentato nei maneggio degli affari politici, ne' quali segnalatamente si distinse ..." (especialista em cada tipo de literatura, e muito experiente na condução de assuntos políticos, nos quais ele se destacou marcadamente)
Dedicou-se à vida eclesiástica desde muito jovem.
Ele recebeu o diaconado.
Eleito bispo de Couserans (ou S. Lizier), 28 de abril de 1523. Consagrado (nenhuma informação encontrada). Transferido para a Sé de Tarbes em 19 de setembro de 1524; ocupou a sé até sua morte. Maître des suppliques do rei Francisco I de França. Promovido à Sé Metropolitana de Bordéus. Um dos embaixadores franceses que a rainha regente enviou à Espanha em 1525 para obter a liberdade do rei Francisco I de França. No ano seguinte, regressou a Espanha e o imperador Carlos V prendeu-o em represália à liga formada pelo rei francês e pelo rei Henrique VIII de Inglaterra; quando os embaixadores imperiais nas cortes da França e da Inglaterra também foram presos, o imperador libertou o bispo Gramont. Retornou à França e em 1526 foi enviado como embaixador francês na Inglaterra para tentar secretamente romper o casamento do rei inglês com Catalina de Aragão e propor-lhe a mão de Marguerite d'Orléans, viúva do duque Charles d'Alençon . embaixador francês em Roma para obter do papa a isenção temporária da cláusula da concordata que excluía da nomeação real os benefícios já detentores de privilégios particulares. Eleito arcebispo de Bordéus pelo capítulo da catedral, em 14 de julho de 1529; confirmado pelo papa, 24 de setembro de 1529; renunciou ao governo da Sé em favor de seu irmão Carlos, em 9 de março de 1530. Núncio extraordinário na França, em dezembro de 1529.
Criado cardeal sacerdote no consistório de 8 de junho de 1530; recebeu o chapéu vermelho e o título de S. Giovanni a Porta Latina, em 22 de junho de 1530. Optou pelo título de S. Cecília, em 9 de janeiro de 1531. Nomeado bispo de Poitiers pelo rei da França, em 13 de janeiro de 1532; ocupou a sé até sua morte. Em 1533, negociou o casamento do duque de Orléans, futuro rei Henrique II da França, com Catalina de' Medici, sobrinha do Papa Clemente VII; nesta ocasião, ele contratou o papa para ir a Marselha para se encontrar com o rei da França em 1º de agosto de 1533. Nomeado arcebispo de Toulouse em 17 de outubro de 1533; ocupou a sé até sua morte.
Morreu em Toulouse em 26 de março de 1534, de fièvre lente (febre intestinal), no castelo de Balma, perto de Toulouse. Transferido para Bidache e sepultado na sua igreja no túmulo dos seus antepassados.